# 北村将大
北村 将大（きたむら まさひろ、1998年8月29日 - ）は、ジャパンラグビーリーグワントヨタヴェルブリッツに所属するラグビー選手。

## プロフィール
- 兵庫県神戸市出身[1]。
- ポジションはスタンドオフ(SO)。
- 身長 172 cm、体重 87 kg

## 略歴
小学2年生からラグビーを始めた。
2017年、御所実業高校卒業後、帝京大学に入学。なお御所実業高校時代、主将を務めて高校日本代表候補に選ばれたことがある。
2020年、帝京大学ラグビー部の副将に就任。
2021年、帝京大学卒業後、トヨタ自動車ヴェルブリッツ(現・トヨタヴェルブリッツ)に加入。
2022年4月9日に行われたJAPAN RUGBY LEAGUE ONE第12節ブレイブルーパス東京戦にて途中出場で公式戦初出場を果たした。